# Karimpur
Karimpur é uma vila no distrito de Nadia, no estado indiano de Bengala Ocidental.

## Geografia
Karimpur está localizada a 23° 58′ N, 88° 37′ L. Tem uma altitude média de 15 metros (49 pés).

## Demografia
Segundo o censo de 2001, Karimpur tinha uma população de 9070 habitantes. Os indivíduos do sexo masculino constituem 51% da população e os do sexo feminino 49%. Karimpur tem uma taxa de literacia de 75%, superior à média nacional de 59,5%: a literacia no sexo masculino é de 79% e no sexo feminino é de 71%. Em Karimpur, 10% da população está abaixo dos 6 anos de idade.